# الله‌آباد (تربت حیدریه)
الله‌آباد علیا(شیروان)، روستایی از توابع بخش مرکزی شهرستان شیرواندر استان خراسان شمالی ایران است.

## جمعیت
این روستا در دهستان حومه قرار دارد و براساس سرشماری مرکز آمار ایران در سال ۱۳۸۵، جمعیت آن 1000نفر بوده‌است.